# Liste des ministres des Relations internationales de la Communauté française de Belgique
Voici la liste des ministres des Relations internationales de la Communauté française de Belgique depuis la création de la fonction en 1981.

## Titulaires
| Nom | Nom         | Nom                             | Parti       | Mandat                                                          | Gouvernement(s)                                                              | Portefeuille ministériel |
| --- | ----------- | ------------------------------- | ----------- | --------------------------------------------------------------- | ---------------------------------------------------------------------------- | --- |
| 1   |             | Philippe Moureaux (1939-2018)   | PS          | 22 décembre 1981 - 9 décembre 1985 (3 ans, 11 mois et 17 jours) | Moureaux I                                                                   | Ministre-président (chargé des Affaires culturelles et des Relations internationales)                                                                 |
| 2   |             | Philippe Monfils (1939-)        | PRL         | 9 décembre 1985 - 2 février 1988 (2 ans, 1 mois et 24 jours)    | Monfils                                                                      | Ministre-président |
| 3   |             | Jean-Pierre Grafé (1932-2019)   | PSC         | 2 février 1988 - 7 janvier 1992 (3 ans, 11 mois et 5 jours)     | Moureaux II                                                                  | Ministre de l’Enseignement, de la Formation, du Sport, du Tourisme et des Relations internationales                                                   |
| 3   | Féaux       | Jean-Pierre Grafé (1932-2019)   | PSC         | 2 février 1988 - 7 janvier 1992 (3 ans, 11 mois et 5 jours)     |                                                                              | Ministre de l’Enseignement, de la Formation, du Sport, du Tourisme et des Relations internationales                                                   |
| 4   |             | Michel Lebrun (1949-)           | PSC         | 7 janvier 1992 - 22 juin 1995 (3 ans, 5 mois et 15 jours)       | Anselme                                                                      | Ministre de l’Enseignement supérieur, de la Recherche scientifique et des Relations internationales                                                   |
| 4   | Onkelinx I  | Michel Lebrun (1949-)           | PSC         | 7 janvier 1992 - 22 juin 1995 (3 ans, 5 mois et 15 jours)       |                                                                              | Ministre de l’Enseignement supérieur, de la Recherche scientifique et des Relations internationales                                                   |
| (3) |             | Jean-Pierre Grafé (1932-2019)   | PSC         | 22 juin 1995 - 11 décembre 1996 (1 an, 5 mois et 19 jours)      | Onkelinx II                                                                  | Ministre de l’Enseignement supérieur, de la Recherche scientifique, du Sport et des Relations internationales                                         |
| 5   |             | William Ancion (1941-)          | PSC         | 11 décembre 1996 - 22 juillet 1999 (2 ans, 7 mois et 11 jours)  | Onkelinx II                                                                  | Ministre de l’Enseignement supérieur, de la Recherche scientifique, du Sport et des Relations internationales                                         |
| 6   |             | Hervé Hasquin (1942-)           | PRL         | 22 juillet 1999 - 19 juillet 2004 (4 ans, 11 mois et 27 jours)  | Hasquin                                                                      | Ministre-président (chargé des Relations internationales)                                                                                             |
| 7   |             | Marie-Dominique Simonet (1959-) | cdH         | 19 juillet 2004 - 16 juillet 2009 (4 ans, 11 mois et 27 jours)  | Arena                                                                        | Vice-présidente et ministre de l’Enseignement supérieur, de la Recherche scientifique et des Relations internationales                                |
| 7   | Demotte I   | Marie-Dominique Simonet (1959-) | cdH         | 19 juillet 2004 - 16 juillet 2009 (4 ans, 11 mois et 27 jours)  |                                                                              | Vice-présidente et ministre de l’Enseignement supérieur, de la Recherche scientifique et des Relations internationales                                |
| 8   |             | Rudy Demotte (1963-)            | PS          | 16 juillet 2009 - 17 septembre 2019 (10 ans, 2 mois et 1 jour)  | Demotte II                                                                   | Ministre-président |
| 8   | Demotte III | Rudy Demotte (1963-)            | PS          | 16 juillet 2009 - 17 septembre 2019 (10 ans, 2 mois et 1 jour)  | Ministre-président, chargé de l'Égalité des chances et des Droits des femmes | |
| 9   |             | Pierre-Yves Jeholet (1968-)     | MR          | 17 septembre 2019 - 16 juillet 2024 (4 ans, 9 mois et 29 jours) | Jeholet                                                                      | Ministre-président |
| 10  |             | Élisabeth Degryse               | Les Engagés | Depuis le 16 juillet 2024 (7 mois et 27 jours)                  | Degryse                                                                      | Ministre-présidente, chargée du Budget, de l'Enseignement supérieur, de la Culture, des Relations internationales et des Relations intra-francophones |